# Björn Ragnarsson
Björn Ragnarsson, también Björn Costado de Hierro o según interpretaciones Björn Brazo de Hierro (c. 777) (nórdico antiguo e islandés: Björn Járnsíða, sueco: Björn Järnsida) fue un semilegendario rey vikingo de Suecia que gobernó en algún momento del siglo VIII, o IX. Se considera el primer gobernante de la dinastía sueca conocida como Casa de Munsö. Alrededor de inicios del siglo XVIII, un montículo en la isla de Munsö fue proclamado por algunos anticuarios como Björn Järnsidas hög o la tumba de Björn Brazo de Hierro (hög, en nórdico antiguo significa montículo). El apodo se otorgó, según algunas fuentes, por su invencibilidad en el campo de batalla.

## Historia
Fue un famoso y poderoso caudillo vikingo y excelente navegante. Björn y su hermano Hastein organizaron y llevaron muchas incursiones en Francia, la mayoría con éxito siguiendo la tradición de su padre Ragnar Lodbrok. En el año 860, Björn lideró una gran expedición vikinga en el Mediterráneo.
Tras surcar las aguas a lo largo de la costa española, atacando Algeciras y atravesando el estrecho de Gibraltar, Björn y Hastein iniciaron un proceso de pillaje desde el sur de Francia donde su flota pasaba el invierno, antes de entrar en Italia capturando la ciudad costera de Pisa. A partir de ahí comenzaron las incursiones hacia el interior, llegando a la ciudad de Luni (que creían era Roma en aquel tiempo), pero Björn fue incapaz de traspasar sus murallas. Para garantizar la entrada envió emisarios al obispo con la falsa información que había muerto, habiendo hecho conversión de fe en su lecho de muerte, y siendo su último deseo ser enterrado en tierra consagrada junto a la iglesia.
Alentado por tal victoria y otras a lo largo del Mediterráneo (incluida Sicilia y el norte de África) regresó al estrecho de Gibraltar sólo para encontrar a la flota emiral lo que provocó un choque armado donde perdió cuarenta naves, la mayoría a causa del fuego griego que arrojaban las catapultas bizantinas. Los restos de su flota regresaron a Escandinavia donde el caudillo, no obstante, vivió el resto de su vida como un hombre rico.
No hay que confundir a Björn Ragnarsson con el vikingo Berno, que citan los Annales Bertiniani y Annales Fontanellense, quien devastó las orillas del Sena en la década de 850.

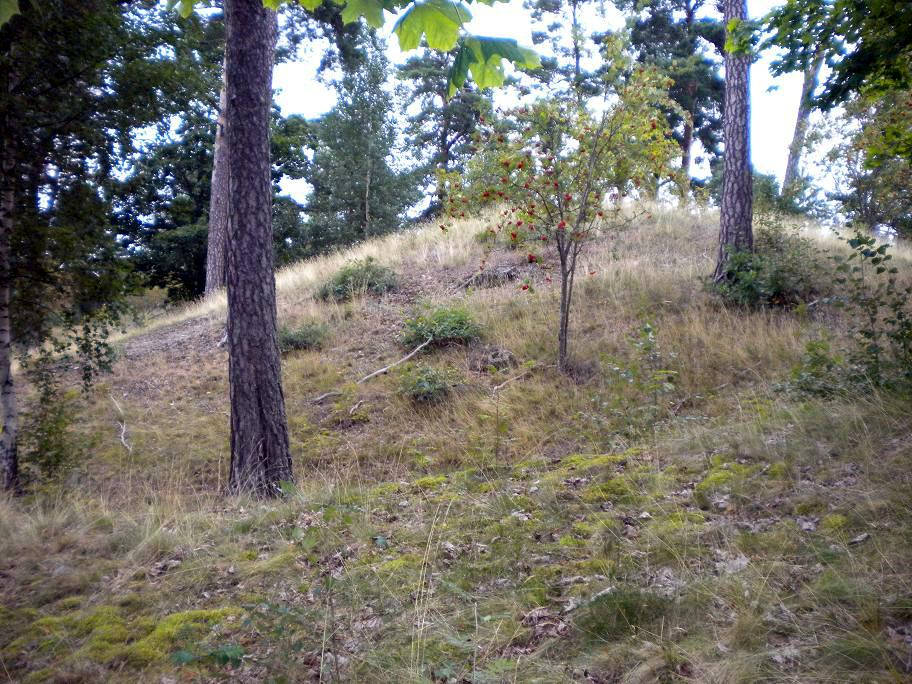
Túmulo de Björn Ragnarsson en lo que era la isla Munsö, del lago Mälar

Alrededor de 1070, Guillermo de Jumièges se refirió a él como Bier Costae ferreae (Brazo de Hierro) y Lotbroci regis filio (hijo del rey Lodbrok).

## Ragnarssona þáttr
Ragnarssona þáttr cita que Björn era hijo del rey sueco Ragnar Lodbrok y tuvo como hermanos a Hvitsärk, Ivar el Deshuesado, Sigurd y Ubbe Ragnarsson, y como hermanastros a Eric y Agnar.
Björn y sus hermanos partieron de Suecia para conquistar Selandia y Reidgotaland (que comprende Jutlandia, Gotland, Öland y otras islas menores), se asentaron en Lejre como capital y designaron a Ivar el Deshuesado como caudillo.
Ragnar estaba celoso de sus hijos y puso a Eysteinn Beli como jarl de Suecia, asignándole la tarea de proteger el país de sus hijos. Eysteinn devastó la costa del Báltico mostrando su fuerza.
Los hijos de Ragnar, Eric y Agnar navegaron hasta el lago Mälaren y enviaron un mensaje al Jarl Eysteinn solicitando que deseaban verle sometido a su caudillaje, manifestando que Eric deseaba también desposarse con la hija del jarl, Borghild. Eysteinn contestó que debía consultarlo con el resto de caudillos suecos que finalmente se negaron a la oferta y ordenaron atacar a los hijos rebeldes. Los hijos de Ragnar fueron derrotados en la batalla, donde Agnar murió y Eric fue capturado.
Eysteinn ofreció a Eric Uppsala öd como deseaba, y a Borghild, como wergeld por la muerte de Agnar. Eric prefirió tras la humillante derrota escoger nada más el día de su muerte. Eric pidió ser empalado sobre lanzas que lo ensalzasen encima de sus muertos y su deseo fue concedido.
En Selandia, Aslaug y sus hijos Björn y Hvitsärk, se enteraron de la desgracia mientras jugaban a hnefatafl y disgustados se dirigieron con una gran flota a Suecia. Auslaug, que se hizo llamar Randalin, encabezó la caballería arrasando la tierra y mató a Eysteinn en una gran batalla.
Ragnar no estaba feliz con sus hijos que habían tomado venganza sin contar con su ayuda, y decidió conquistar Inglaterra con solo dos knarrs. El rey Ælla de Northumbria le derrotó y le lanzó a un foso de serpientes venenosas donde murió.
Björn y sus hermanos atacaron al rey de Northumbria pero este devolvió el golpe obligando a una paz y el pago de un wergeld, Ivar el Deshuesado engañó a Ælla pidiendo la tierra que pudiera conseguir con el arado de un buey y a cambio juró no entrar en guerra con su reino. Entonces Ivar cortó el yugo en láminas tan finas que podía cubrir un espacio donde podría construir en su interior una enorme fortaleza (en algunas antiguas sagas hablan de York y otras más recientes de Londres) que podría reclamar como propiedad. Ivar se hizo muy popular en Inglaterra y pidió de nuevo a sus hermanos atacar Inglaterra. Durante la batalla Ivar se posicionó junto a sus hermanos, así como otros caudillos britanos con su gente, leales a Ivar. Ælla fue capturado y en venganza recibió el suplicio del águila de sangre.

## Saga Hervarar
La saga Hervarar cita que Eysteinn Beli fue muerto por Björn y sus hermanos como también se cita en Ragnars saga loðbrókar, y conquistaron toda Suecia. A la muerte de Ragnar, Björn heredó Suecia y tuvo dos hijos Refil y Erik Björnsson, este último fue el siguiente rey de Suecia.

## Herencia
Las sagas le imputan la paternidad de por lo menos cuatro hijos:
- Refill Björnsson
- Asleikur Björnsson (n. 788), bisabuelo de Þórður mjögsiglandi Björnsson, uno de los grandes colonos de Islandia.
- Erik Björnsson, de quien descienden los reyes de la Casa de Munsö.
- Anund Björnsson (n. 792).